# 교향곡 34번 (모차르트)
교향곡 34번 다장조 K. 338은 1780년 모차르트가 작곡하여 그해 8월 29일에 완성되었다.

## 구성
이 작품은 2개의 오보에, 2개의 바순, 2개의 호른, 2개의 트럼펫, 팀파니 및 현악기로 구성되어 있다.
이 교향곡에는 초기 고전 시대에 여전히 흔했던 3악장으로 구성되어 있다.
1. 알레그로 비바체, 4
4
2. 안단테 디 몰토(piu tosto Allegretto), 2
4
3. 알레그로 비바체, 6
8

이 교향곡은 "축제 교향곡" 또는 "트럼펫 교향곡"의 전형적인 팡파르와 번영을 특징으로 하며, 이는 오스트리아 교향곡의 다장조 작문의 특징이다. 이것은 모차르트의 C장조 교향곡 중 처음으로 이 특성을 보여주지만, 스타일은 이 키에서 그의 후속 두 작품인 36번 과 41번 교향곡에서 재검토될 것이다.

### 1악장
첫 번째 악장은 소나타 형식으로 작곡되었지만 이탈리아 서곡의 많은 스타일과 형식적 측면도 포함하고 있다. 제시부 코다에는 서곡과 같은 크레센도가 포함되어 있다. 주제의 발전은 완전히 새로운 주제를 기반으로 한다. 첫 번째 주제에 대한 요약은 해당 주제의 간략한 전개에 의해 축약되고 중단된다.

### 2악장
바장조의 두 번째 악장은 분리된 비올라가 있는 현과 첼로와 베이스를 두 배로 늘리는 단일 바순으로 구성된다. sotto voce 로 표시되어 있다.
알프레트 아인슈타인은 미뉴에트 K. 409가 나중에(1782년) 이 작품을 위해 작곡가에 의해 쓰여졌다는 쾨헬 카탈로그의 제3판에서 이론을 발전시켰다. 그러나 출처에는 그의 논문을 뒷받침할 증거가 없다. 또한 K.409는 교향곡의 나머지 부분과 일치하지 않는 오케스트레이션에 두 개의 플루트를 요구한다.

### 3악장
피날레는 소나타 형식이며 활기찬 타란텔라 또는 살타렐로 리듬이 특징이다.